# Maksim Osipenko
Maksim Aleksandrovich Osipenko (tiếng Nga: Максим Александрович Осипенко; sinh ngày 16 tháng 5 năm 1994) là một hậu vệ bóng đá người Nga. Anh thi đấu cho FC Fakel Voronezh.

## Sự nghiệp câu lạc bộ
Anh có màn ra mắt tại Russian Second Division cho FC Irtysh Omsk vào ngày 6 tháng 8 năm 2013 trong trận đấu với FC Baikal Irkutsk.